# Doględka mocna

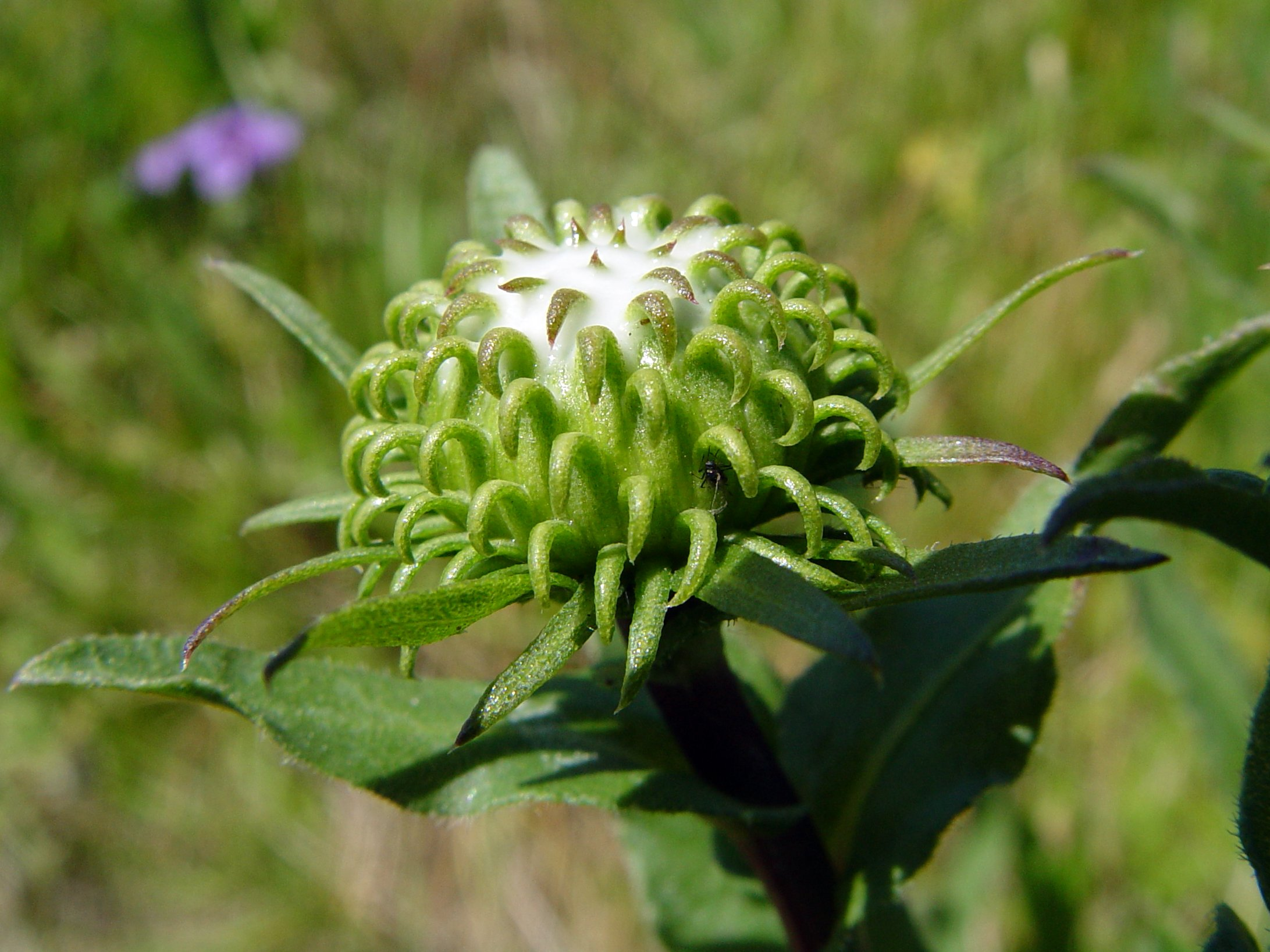
Okrywa koszyczka

Doględka mocna, doględa wielka, grindelia (Grindelia hirsutula Hook. & Arn.) – gatunek byliny z rodziny astrowatych (Asteraceae). Zasięg tego gatunku obejmuje zachodnie części obu kontynentów amerykańskich. Poza obszarem naturalnego występowania bywa uprawiana, w tym także w Polsce. Ziele stosowane jest w lecznictwie.

## Morfologia
PokrójRoślina silnie rozgałęziona, osiąga wysokość do 1 m. Wszystkie nadziemne organy z wyjątkiem kwiatów okryte są mlecznobiałą żywicą.
LiścieNaprzemianległe, obejmujące u nasady łodygę, podłużniesercowate, na brzegu grubo piłkowane, mięsiste.
KwiatyŻółte, zebrane w koszyczki na szczytach pędów.

## Cechy fitochemiczne
Ziele doględki zawiera około 20% substancji żywicowych (wśród nich kwasy dwuterpenowe oraz ich estry z wyższymi alkoholami). Doględka zawiera około 0,3% olejku eterycznego, którego głównym składnikiem jest borneol i inne terpeny. Poza tym w zielu stwierdzono do 0,7% flawonoidów, około 4% garbników, saponin, fitosterol grindelol, związki goryczowe, diterpeny, fenolokwasy i sole mineralne.

## Zastosowanie
Roślina lecznicza
Wyciągi alkoholowe z ziela działają rozkurczowo na mięśnie gładkie oskrzeli i przewodu pokarmowego, przywracają prawidłowe napięcie mięśni gładkich oskrzeli. Upłynniają śluz zalegający w górnych drogach oddechowych i ułatwiają odkrztuszanie. Niszczą także przy tym bakterie wywołujące stany zapalne gardła i oskrzeli. Za sprawą działania rozkurczowego na przewód pokarmowy wyciągi zwalczają bóle brzucha. Poza tym bywają stosowane zewnętrznie w leczeniu objawów skórnych chorób alergicznych działając przeciwbakteryjnie, przeciwzapalnie i przeciwalergicznie.
W Ameryce Północnej doględka jest stosowana także jako lek pomocniczy w białaczce oraz przewlekłym gośćcu stawowym i mięśniowym. Do celów leczniczych wykorzystuje się zbierane latem kwitnące wierzchołki pędów, suszone w miejscach zacienionych i przewiewnych. Surowcem leczniczym jest ziele doględki – Herba Grindeliae.